# Savaiʻi
Savaiʻi ist die größte und westlichste Insel des Unabhängigen Staats Samoa (samoanisch: Malo Saʻoloto Tutoʻatasi o Sāmoa) im Stillen Ozean. Sie ist deutlich schwächer besiedelt als die zweite Hauptinsel Upolu. Auf Savaiʻi leben etwa 45.000 (2021) Menschen; größte Stadt ist Salelologa am östlichen Ende der Insel.

## Geographie

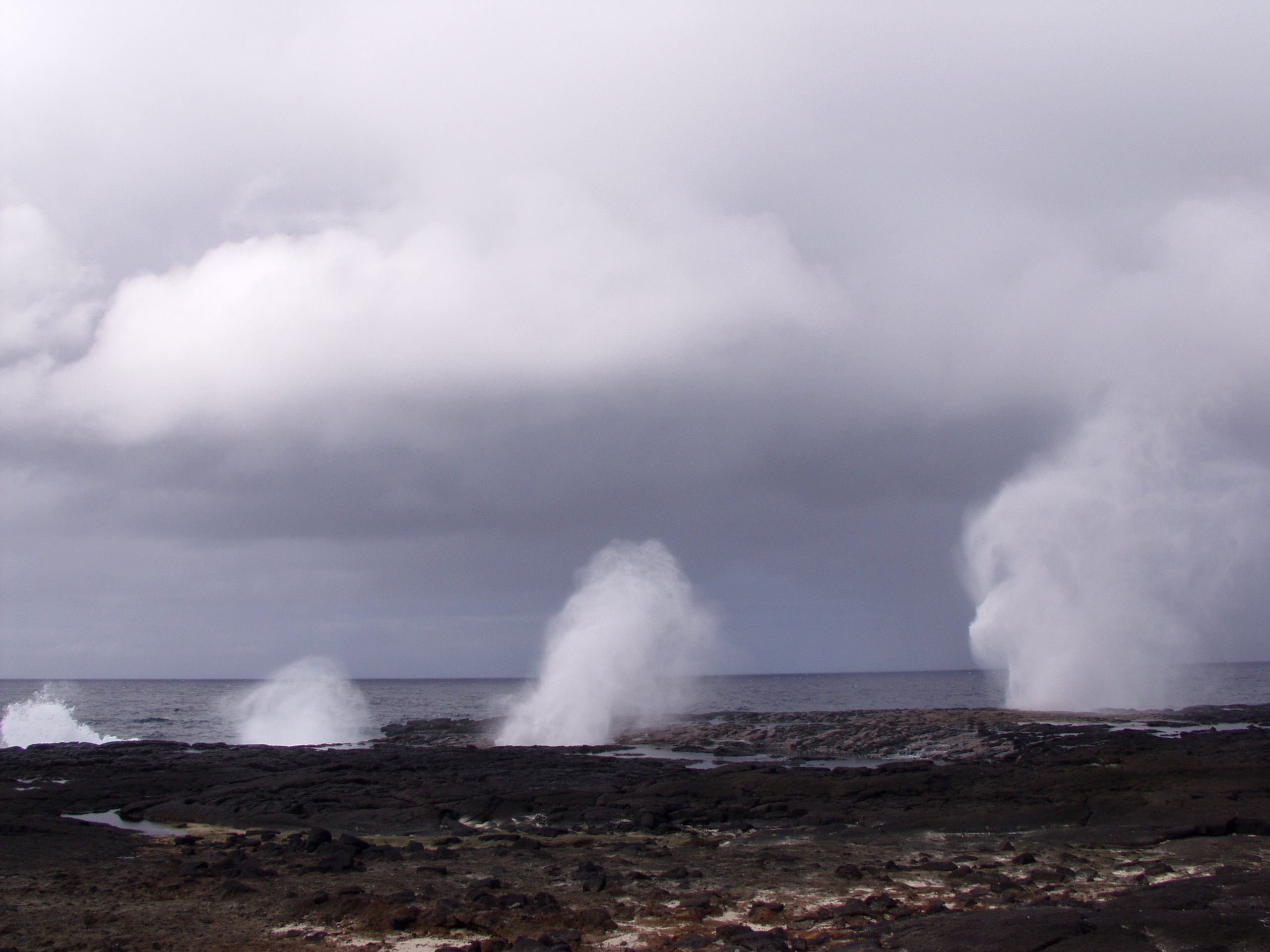
Die Taga Blowholes

Savaiʻi, die größte der Samoainseln, ist etwa 40 km breit, 70 km lang und erreicht eine Fläche von 1694 km². Die Südküste von Savaiʻi ist schroff und felsig. Die Nordküste ist weniger rau, dort befindet sich ein natürlicher Ankerplatz bei Matautu. Von den Küsten steigt das Land an, erloschene Vulkane ragen vereinzelt oder in Gruppen kegelförmig empor. Der höchste Krater ist der Mua beim Dorf Aʻopo.
Der höchste Berg der Insel ist der Silisili, mit 1858 m auch der höchste Berg der Samoa-Inseln.
Ende Oktober und im November 1902 fanden in der seinerzeit unbesiedelten Mitte der Insel erneut vulkanische Ausbrüche und Erdbeben statt. Am 4. August 1905 brach der Matavanu aus und blieb bis zum November 1911 aktiv. Heute kann man die mächtigen, erstarrten Lavaflüsse besichtigen. Sehenswert sind zudem die Taga-Blowholes, Lavaröhren, in denen Meerwasser anbrandet und an die Oberfläche schießt.
Die Insel verdankt ihre Entstehung dem Samoa-Hotspot, einem ortsfesten Aufstrom heißen Gesteinsmaterials (Mantel-Plume) aus dem Erdmantel. Dieser führt zur Bildung von Schildvulkanen auf der sich über ihm langsam verschiebenden Pazifischen Platte. Savaiʻi gilt als der größte Schildvulkan des Südpazifik.
Die Natur weist Platanen, Palmen, Zitronen- und Brotfruchtbäume auf.

## Geschichte

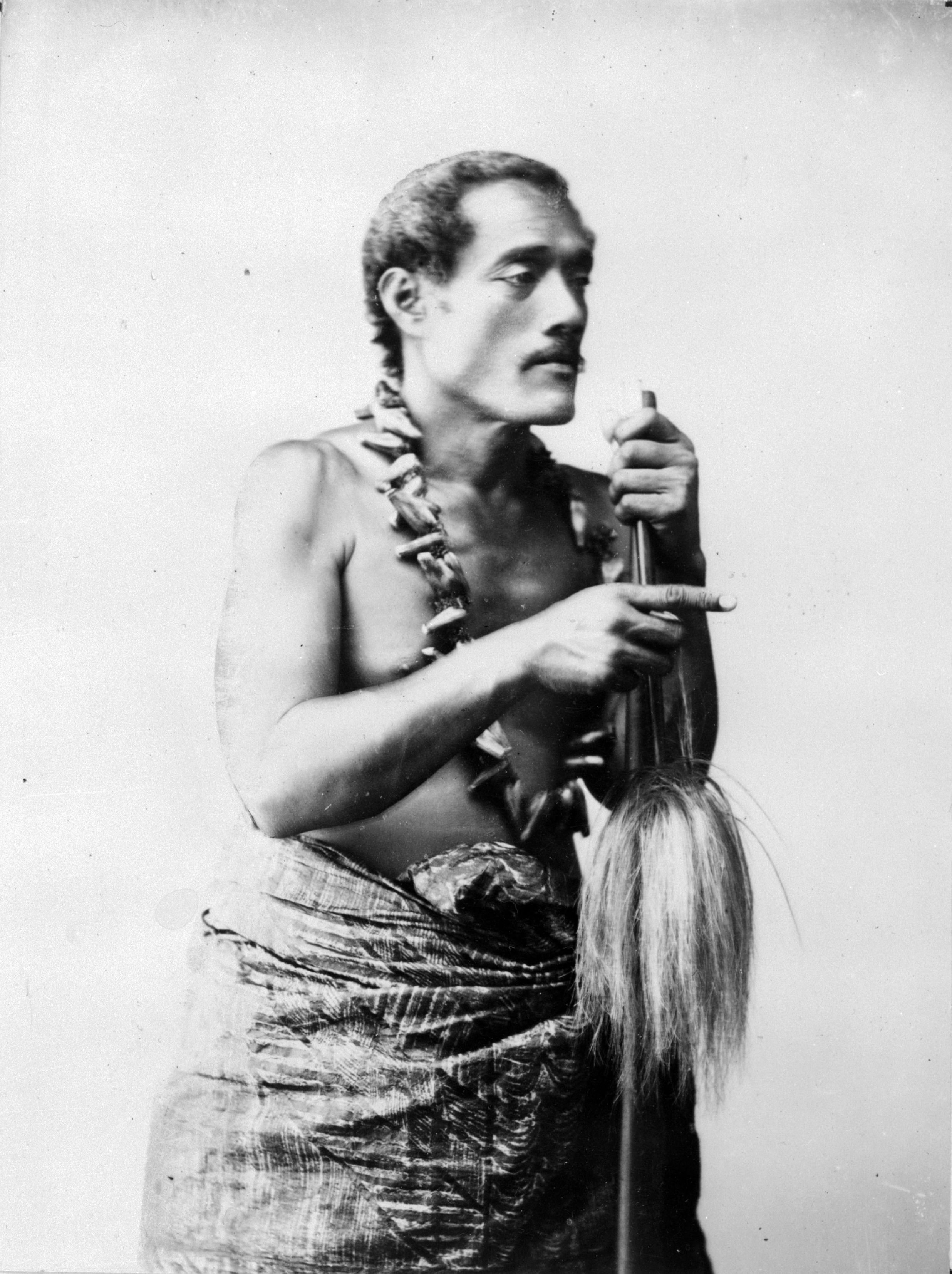
Lauaki Namulauulu Mamoe von Savaiʻi, Anführer der ersten Mau a Pule-Bewegung

Savaiʻi wurde während der Expedition von Jean-François de La Pérouse in den Jahren 1785 bis 1788 für Europa entdeckt. Savaiʻi wurde ab dem 1. März 1900 Teil des Deutschen Kolonialreichs und in die Verwaltung von Deutsch-Samoa eingegliedert. Im August 1914 war Franz Pfeil als Amtmann zur Verwaltung der Insel eingesetzt.

## Wirtschaft
Die Bewohner der Insel bauen Bananen, Kopra und Kakao für den Export an.

## Tourismus
Von geringer Bedeutung ist heute der Tourismus. In und um Savaiʻi kann man wandern, segeln und tauchen. Kreuzfahrtschiffe ankern ab und an vor der Nordküste bei Fagamalo und bringen ihre Passagiere zu Ausflügen in das Landesinnere mit motorgetriebenen Schlauchbooten an Land.
Im Süden der Insel befindet sich der Pulemelei Mound, das älteste Bauwerk Polynesiens – eine ca. 60 × 65 m große und 12 m hohe Basaltpyramide. Es wurde 2002 wissenschaftlich untersucht und auf ein Alter von 600 bis 900 Jahren datiert.

## Galerie

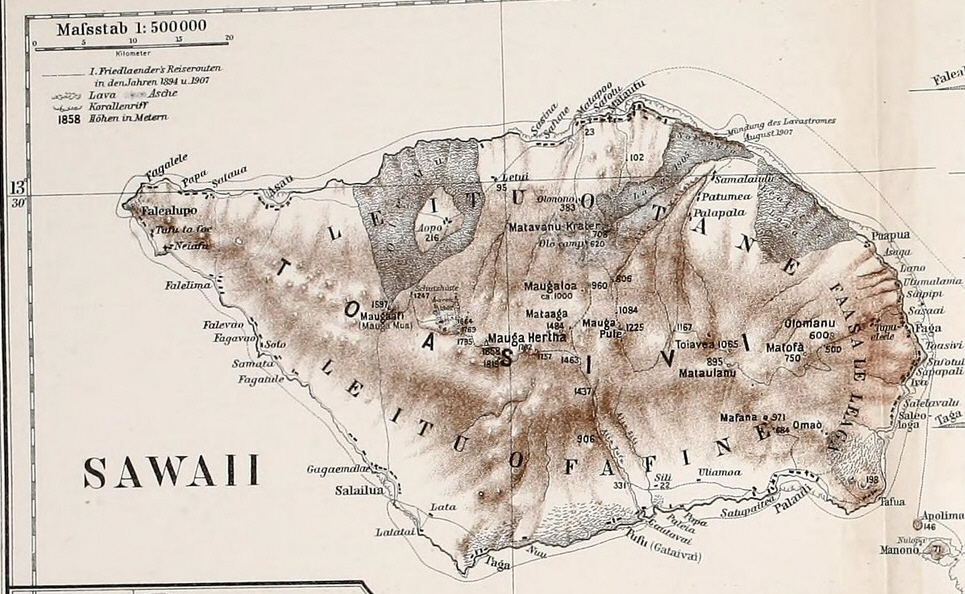
Karte der Insel um 1910
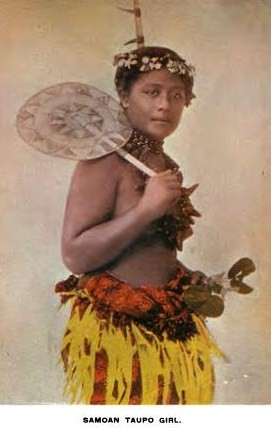
Samoanisches Mädchen, 1896
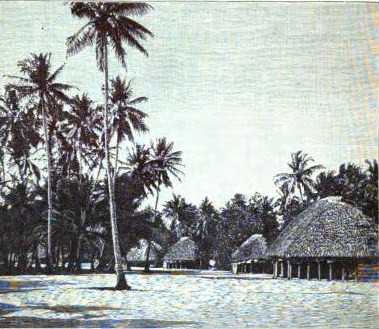
Das Dorf Matautu an der Nordküste, 1902
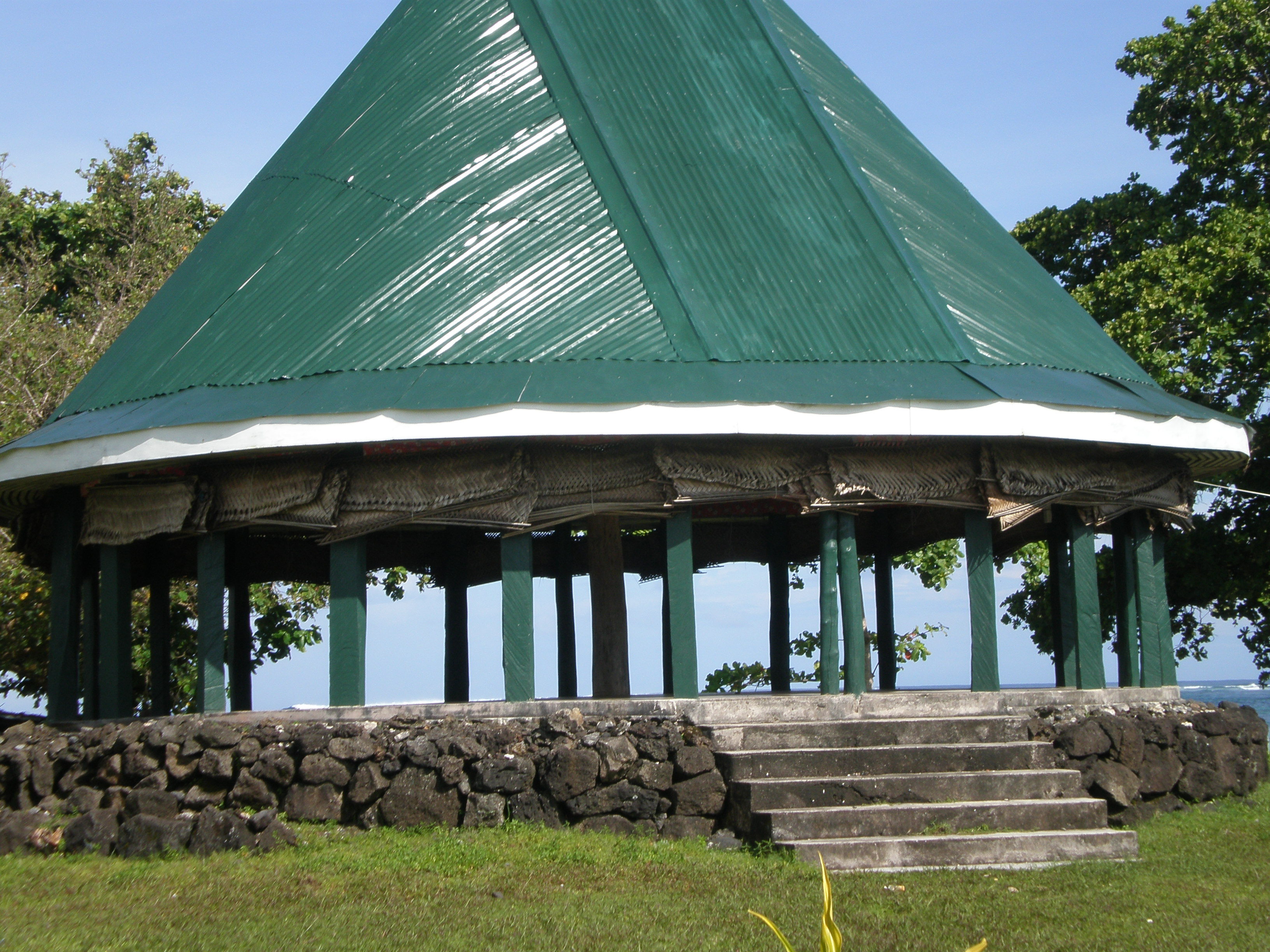
Fale tele, traditionelles Haus in Lelepa, 2009